# 奥伯湖 (巴伐利亚)
47°30′N 12°59′E / 47.500°N 12.983°E

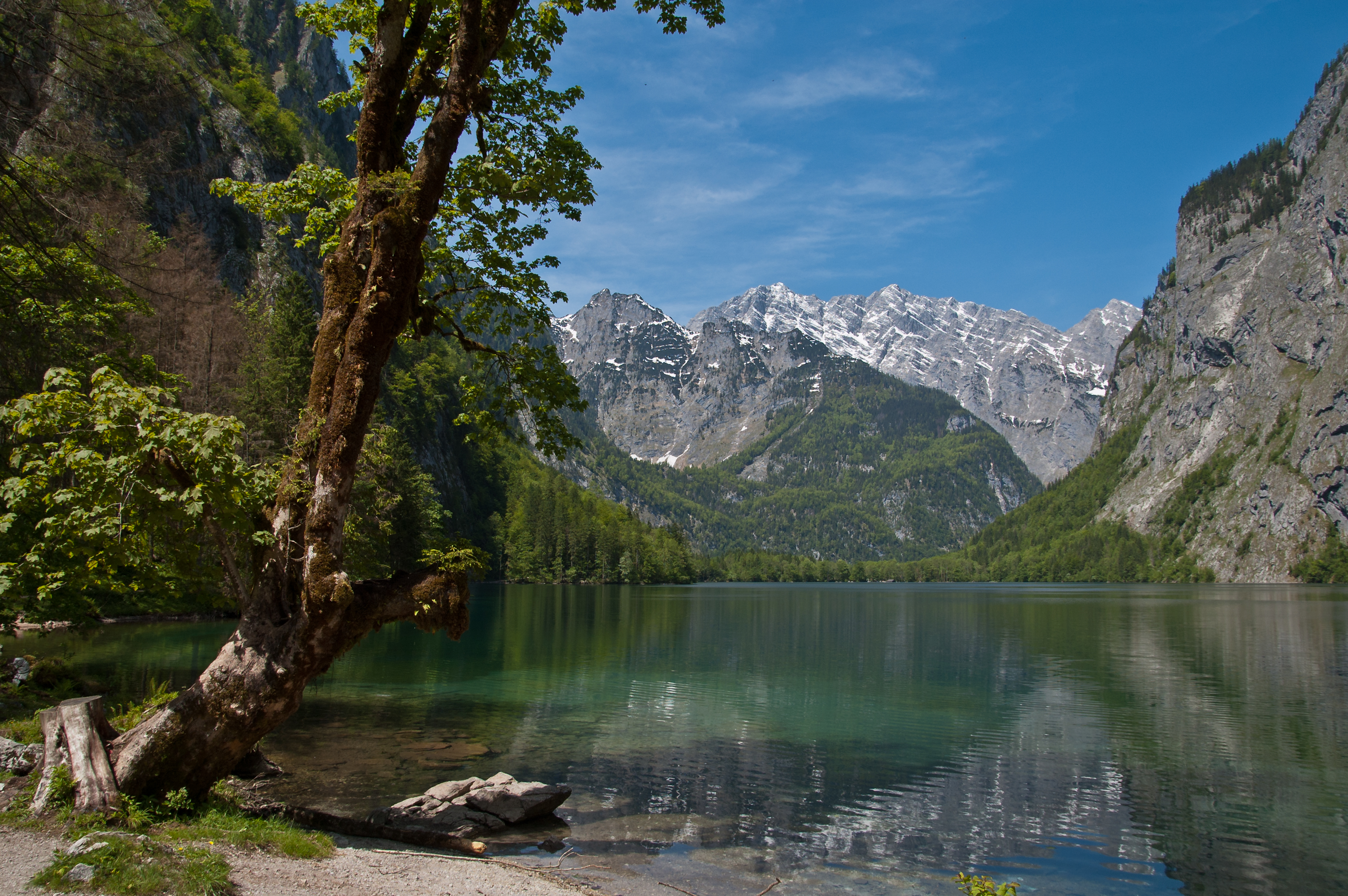

奥伯湖（德語：Obersee），是德國的湖泊，位於該國東南部，由巴伐利亞負責管轄，處於貝希特斯加登國家公園，長1.3公里、寬0.4公里，面積0.6平方公里，海拔高度613米，平均水深30米，最大水深51米，水體容量1,686萬立方米。